# Abe Kensaku
Abe Kensaku (阿部 謙作 Abe Kensaku, sinh ngày 13 tháng 5 năm 1980) là cựu cầu thủ bóng đá người Nhật Bản.

## Thống kê câu lạc bộ
| Thành tích câu lạc bộ | Thành tích câu lạc bộ | Thành tích câu lạc bộ | Giải vô địch | Giải vô địch | Cúp                   | Cúp                   | Cúp Liên đoàn | Cúp Liên đoàn | Tổng cộng | Tổng cộng |
| Mùa giải              | Câu lạc bộ            | Giải vô địch          | Số trận      | Bàn thắng    | Số trận               | Bàn thắng             | Số trận       | Bàn thắng     | Số trận   | Bàn thắng |
| Nhật Bản              | Nhật Bản              | Nhật Bản              | Giải vô địch | Giải vô địch | Cúp Hoàng đế Nhật Bản | Cúp Hoàng đế Nhật Bản | J.League Cup  | J.League Cup  | Tổng cộng | Tổng cộng |
| --------------------- | --------------------- | --------------------- | ------------ | ------------ | --------------------- | --------------------- | ------------- | ------------- | --------- | --------- |
| 2003                  | Ventforet Kofu        | J2 League             | 30           | 0            | 0                     | 0                     | -             | -             | 30        | 0         |
| 2004                  | Ventforet Kofu        | J2 League             | 39           | 0            | 2                     | 0                     | -             | -             | 41        | 0         |
| 2005                  | Vissel Kobe           | J1 League             | 0            | 0            | 0                     | 0                     | 1             | 0             | 1         | 0         |
| 2005                  | Ventforet Kofu        | J2 League             | 18           | 0            | 2                     | 0                     | -             | -             | 20        | 0         |
| 2006                  | Ventforet Kofu        | J1 League             | 30           | 0            | 3                     | 0                     | 6             | 0             | 39        | 0         |
| 2007                  | Ventforet Kofu        | J1 League             | 19           | 0            | 0                     | 0                     | 5             | 0             | 24        | 0         |
| 2008                  | Ventforet Kofu        | J2 League             | 12           | 0            | 2                     | 0                     | -             | -             | 14        | 0         |
| 2009                  | Ventforet Kofu        | J2 League             | 7            | 0            | 3                     | 0                     | -             | -             | 10        | 0         |
| Quốc gia              | Nhật Bản              | Nhật Bản              | 155          | 0            | 12                    | 0                     | 12            | 0             | 179       | 0         |
| Tổng cộng             | Tổng cộng             | Tổng cộng             | 155          | 0            | 12                    | 0                     | 12            | 0             | 179       | 0         |